# Daniel Karlander
Daniel Karlander (* 1987 in Lerum) ist ein Schwedischer Unihockeyspieler auf der Position des Stürmers. Karlander steht beim Nationalliga-A-Verein UHC Alligator Malans unter Vertrag.

## Karriere

### FBC Lerum
Karlander begann seine Karriere beim FBC Lerum aus seiner Heimatstadt Lerum. Bis 2005 spielte er in seiner Heimatstadt in der vierthöchste Liga Schwedens.

### Partille IBS
Ehe er zu Partille IBS in die Div 1 wechselte. In der Herrar Div 1 Södra, der dritthöchsten Liga, erzielte er insgesamt 79 Punkte in 44 Spielen. Nach zwei Saisons verliess er Partille und wechselte zum FBC Göteborg.

### FBC Göteborg
Bei Göteborg machte er mit seinen 14 Toren und 16 Assists die Topclubs aus der höchsten Spielklasse auf sich aufmerksam.

### Pixbo Wallenstam IBK
Nach nur einer Saison verliess der 22-Jährige den Verein Richtung Mölnlycke zu Pixbo Wallenstam IBK. Bei Pixbo absolvierte er lediglich eine Partie in der höchsten Spielklasse, ehe er in die zweite Mannschaft in die abgeschoben wurde. Insgesamt spielte er für Pixbo lediglich in drei Partien. Er konnte weder einen Assist noch ein Tor verbuchen.

### FBC Göteborg
Bereits nach einer halben Saison wechselte er zum FBC Göteborg. Bei Göteborg kam er in sieben Partien zum Einsatz und erzielte 11 Scorerpunkte. Nach der Saison gab der Verein bekannt, dass Karlander den Verein verlassen werde.

### Partille IBS
Nach seiner halben Saison in Göteborg wechselte Karlander anschliessend zu seinem ehemaligen Verein Partille IBS. Bei Partille blühte er wieder auf und konnte in seiner ersten Saison 35 Scorerpunkte erzielen. Er war somit an einem Drittel aller Tore direkt beteiligt. Partille beendete die Saison auf dem 9. Schlussrang. In seiner zweiten Saison konnte er und seine Teamkollegen nicht mehr an die Leistungen aus der Vorsaison anknüpfen. Trotzdem erzielte er 19 Scorerpunkte.

### Warberg IC
Seine Leistungen in der Allvenskan Södra blieben nicht unbemerkt. Im Sommer 2012 wurde er vom Warberg IC verpflichtet. In der SSL blühte er auf und erzielte in seiner ersten Saison 21 Scorerpunkte, konnte aber das Aus im Viertelfinal gegen seinen ehemaligen Pixbo Wallenstam nicht verhindern.
Ebenfalls in seiner zweiten Saison bei Warberg scheiterte er mit seinen Teamkollegen im Viertelfinal am AIK IBF.
Die reguläre Saison 2014/15 beendete er mit Warberg auf dem 8. Rang und qualifizierte sich für die Playoffs. Warberg konnte sich nur für die Playoffs qualifizieren, da es das bessere Torverhältnis als IBK Dalen hatte. In den Playoffs scheiterte Warberg am Tabellendritten aus Linköping. Karlander erzielte bis und mit den Playoffs 31 Punkte.
2015/16 gelang Karlander mit Warberg die Playoff-Qualifikation nicht.
In seiner letzten Saison bei Warberg erzielte er 53 Scorerpunkte. Karlander konnte aber mit seinen Toren und Assists den Abstieg Warbergs nicht verhindern.

### UHC Alligator Malans
Nur wenige Wochen nach dem Ende der Saison, am 31. März 2017, gab der Schweizer Verein UHC Alligator Malans den Transfer des schwedischen Offensivspielers bekannt. Bei Malans wird er wieder unter seinem alten Trainer bei Warberg, Oscar Lundin, spielen. Karlander erhält bei Malans einen Vertrag über ein Jahr mit Option auf eine zusätzliche Saison. Am 23. Mai 2018 wurde die Vertragsverlängerung mit Karlander bekanntgegeben. Nach der Saison 2018/19 wechselte verkündete der UHC Alligator Malans den Abgang von Karlander.

### FBC Partille
Am 29. Juli 2019 verkündete der FBC Partille den Zugang von Daniel Karlander als neuen Spieler.